# Auguri dell'antica Roma
Il collegio degli auguri era, dopo il collegio dei pontefici, il più importante collegio religioso dell'antica Roma. La leggenda lo fa risalire ai tempi di Romolo e Remo, al periodo cioè della fondazione della città. Divenire augure era di conseguenza uno dei più elevati onori religiosi che un romano potesse ottenere.
L'appartenenza a questo collegio, che inizialmente era di tre membri e che in seguito arrivò a sedici, si otteneva per cooptazione e durava, per principio, per tutta la vita. Entrambe queste caratteristiche assicuravano l'indipendenza degli auguri, che avevano anche a disposizione un ricco archivio di decisioni.
Come indica la lista che segue, l'appartenenza al collegio degli auguri non impediva altre attività politiche e religiose.
Verso la fine della Repubblica il collegio degli auguri aveva, grazie alla sua importante funzione per lo stato, un pericoloso potere sociale.
Non è quindi un caso che chi deteneva il potere, come Silla, Cesare, Marco Antonio erano anche degli àuguri. 
Più tardi, con Augusto, il titolo di augure divenne intrinseco per l'imperatore, il che portò a un controllo politico del collegio.
Fu anche frequente, nei primi periodi dell'impero che molti auguri in seguito divenissero proconsoli nella ricca e rispettata provincia  Asia
La lista elenca, fino alla fine della Repubblica,  auguri i cui nomi sono noti. I nomi di auguri durante il periodo imperiale sono elencati qui solo come esempio. Auguri locali (come ad esempio Marcus Tullius,un augure pompeiano) non sono inclusi.

## Abbreviazioni
Titolo:
- cos. = console, console eponimo
- cos. suff. = console suffetto
- procos. = proconsole

Praenomina:
| - A. = Aulus - Ap. = Appius - C. = Gaius | - Cn. = Gnaeus - D. = Decimus - Fl. = Flavius | - K. = Kaeso - L. = Lucius - M. = Marcus | - M'. = Manius - Mam. = Mamercus - N. = Numerius | - P. = Publius - Q. = Quintus - Ser. = Servius | - Sex. = Sextus - Sp. = Spurius - T. = Titus | - Ti. = Tiberius |

## Lista di auguri romani noti
| Nome                                                                   | Anno di nascita       | Cooptazione                    | Altre cariche (scelta)                         | Anno di morte       | Successore                                          | Fonti, note |
| ---------------------------------------------------------------------- | --------------------- | ------------------------------ | ---------------------------------------------- | ------------------- | --------------------------------------------------- | --- |
| Regno (mitici)                                                         |                       |                                |                                                |                     |                                                     | |
| Romolo                                                                 | Metà VIII secolo a.C. |                                |                                                |                     |                                                     | Secondo Ennio fondazione augurale della città (lituo); cooptazione di tre auguri, uno per ogni tribù. |
| Remo                                                                   | Metà VIII secolo a.C. |                                |                                                |                     |                                                     | Implicito in Ennio, esplicito secondo Cicerone. |
| Attus Navius (o Atius Navius)                                          |                       | (ca. 616 - 579)                |                                                |                     |                                                     | sotto Tarquinio Prisco (Livio 1, 36; Dion. Halik. 3, 71, 5; Sextus Aurelius Victor, De viris illustribus 6) |
| Repubblica                                                             |                       |                                |                                                |                     |                                                     | |
| VI secolo a.C.                                                         |                       |                                |                                                |                     |                                                     | |
| M. Cornelius                                                           |                       | gennaio 510 a.C.               |                                                |                     |                                                     | La storicità del nome non è sicura |
| V secolo a.C.                                                          |                       |                                |                                                |                     |                                                     | |
| M'. Valerius Maximus                                                   | * ca. 550-525         | 495                            | Dittatore 494                                  | † 463               |                                                     | La storicità della carica è fragile |
| T. Verginius Tricostus Rutilus                                         | * fine VI secolo      |                                | cos. 479                                       | † 463 a.C.          | Sp. Postumius Albus Regillensis ?                   | Liv. 3,7,6, |
| C. Horatius Pulvillus                                                  | * fine VI secolo      |                                | cos. 477 o 457                                 | † 453 a.C.          | C. Veturius Cicurinus                               | Liv. 3,32,3 |
| Sp. Postumius Albus Regillensis                                        | * fine VI secolo      | 462                            |                                                | † 439 a.C.          |                                                     | Liv. 2,42,5. fasti sacerdotales: ILS 9338,2 = CIL VI, 37161 |
| C. Veturius Cicurinus                                                  | * ca. 500-475         | 453                            | cos. 455                                       | † dopo 453 a.C.     |                                                     | Liv. 3,32,3, Augurato difficilmente storico |
| Q. Servilius Priscus Structus Fidenas                                  | * ca. 475-450         | 439                            | dittatore 435                                  | † 387               |                                                     | Storicità molto dubbia |
| IV secolo a.C.                                                         |                       |                                |                                                |                     |                                                     | |
| M. Furius Fusus                                                        | * ca. 450-400         | 387                            | 403 tribunato militare cos. pot ?              | † ? (dopo 387)      |                                                     | CIL VI, 37161 |
| C. Marcius Rutilus Censorinus                                          | * ca 350-325          | 300                            | cos. 310                                       | † ca. 260 a.C.      |                                                     | Liv. 10,9,2. Anche pontefice grazie alla lex Ogulnia. |
| P. Aelius Paetus                                                       | * ca. 375-350         | 300                            | cos. 337                                       | † poco dopo 300     |                                                     | Liv. 10, 9, 2. Augure per la lex Ogulnia |
| C. Genucius Augurinus                                                  | * ca. 350-325         | 300                            |                                                | † poco dopo 300     |                                                     | Liv. 10, 9, 2. Augure per la lex Ogulnia |
| T. Publilius                                                           | * ca. 350-325         | 300                            |                                                | † poco dopo 300     |                                                     | Liv. 10, 9, 2. Augure per la lex Ogulnia. Parente stretto del più volte console Publilius Philo (ultima 315) |
| M. Minucius Faesus                                                     | * ca. 350             | 300                            |                                                | † poco dopo 300     |                                                     | Liv. 10, 9, 2. Augure per la lex Ogulnia |
| III secolo a.C.                                                        |                       |                                |                                                |                     |                                                     | |
| C. Iulius                                                              | * 300-250             |                                |                                                | † dopo 251          |                                                     | Presumibilmente Augure nella prima guerra punica. (Plutarco parall. 14). Storicità dubbia. |
| Q. Fabius Maximus Verrucosus                                           | * ca. 285             | 265                            | 216 pontifex; cos. 233, 228, dittatore 217     | † 203               |                                                     | Cicero de senectute 1, 11; Liv. 30, 26, 7-10; 23, 21, 7; Val. Max. 8, 13, 3; Plin. nat. h. 7, 156. |
| Q. Mamilius Turrinus                                                   | * fine IV sec.        | 260 / 259                      |                                                | † dopo 260/259      |                                                     | CIL VI, 37160 |
| M. Aemilius Lepidus                                                    | * 275-250             | ca. 232                        | cos. 232                                       | † 216 a.C.          |                                                     | Liv. 23, 30, 15 |
| P. Furius Philus                                                       | * 275-250             | certamente ante 223 ?          | cos. 223, censore 214                          | † 214               |                                                     | Liv. 24, 43, 4; 25, 2, 1f. |
| M. Pomponius Matho                                                     | * 275-250             | ca. 230                        | cos. 231?                                      | † 204               |                                                     | Liv. 29, 38, 7 |
| M. Claudius Marcellus                                                  | * ca. 270             | ca. 226                        | 222 segg. 5 x cos.                             | † 208 a.C.          |                                                     | Cic. div. 2, 77; Liv. 27, 36, 5; Plut. Marc. 2, 2; Per Cicerone augur optumus, diede gli auspicia ex acuminibus. Il terzo e ultimo offerente di spolia opima. |
| Sp. Carvilius Maximus Ruga                                             | * ca. 275             | molto ante 211                 | cos. 234 e 228                                 | † 211               |                                                     | Liv. 26, 23, 7 |
| T. Otacilius Crassus                                                   | * ca. 265             | ante 217 ?                     | pontefice                                      | † 211               |                                                     | Liv. 23, 31, 9; 26, 23, 8; 27, 6, 15 |
| C. Atilius Serranus                                                    | * ca. 250             | come augure gen. 217           | 218 pretore                                    | † dopo 216          |                                                     | Liv. 21, 62, 10; 22, 35, 1f.; 23, 21, 7 |
| Cn. Cornelius Lentulus                                                 | * ca. 245             | prima 213                      | cos. 201                                       | † 184               | Sp. Postumius Albinus (?)                           | Liv. 39, 45, 8 |
| L. Quinctius Flamininus                                                | * 230/229             | 213                            | cos. 192                                       | † 170               |                                                     | Liv. 25, 2, 2; 43, 11, 13. Cooptazione dei giovani promuovendo Fabii e Marcelli |
| M. Servilius Pulex Geminus                                             | * ca. 235             | 211                            | cos. 202                                       | † dopo 167          |                                                     | Liv. 26, 23, 7; RRC 264/1, 423/1 |
| Ti. Sempronius Longus                                                  | * ca. 250-225         | 210                            | cos. 194                                       | † 174               |                                                     | Liv. 27, 6, 15f.; 41, 21, 8f. |
| P. Aelius Paetus                                                       | * ca. 245             | 208                            | cos. 201                                       | † 174               |                                                     | Liv. 27, 36, 5; 41, 21, 8f. |
| ? M. Porcius Cato                                                      | * 234                 | - / -                          | cos. 195                                       | † 149               | - / -                                               | Cic. Cato. 64. „L'augurato di Catone si basa su una falsa lettura di alcuni codici dei dialoghi ciceroniani.“ (J. Rüpke) |
| Ti. Sempronius Gracchus                                                | * ca. 220             | 204                            | cos. 177 e 163                                 | † poco dopo 153     |                                                     | Cic. Q. fr. 2, 2, 1: nat. 2,11; Liv. 29,38,7. si ritirò da console per un errore rituale, che aveva scoperto solo a posteriori con la lettura del libro degli auguri. |
| * Q. Fabius Maximus                                                    | * ca. 225             | 203                            |                                                | † 196               |                                                     | Liv. 30, 26, 10; 33, 42, 6 |
| II secolo a.C.                                                         |                       |                                |                                                |                     |                                                     | |
| C. Claudius Pulcher                                                    | * ca. 220             | 195                            | cos. 177                                       | † 167 a.C.          |                                                     | Liv. 33, 44, 3; 45, 44, 3 |
| L. Aemilius Paullus                                                    | * ca. 228             | ca. 192                        | cos. 182                                       | † 160               |                                                     | Plut. Aem. 3, 2; Liv. 35, 10, 11; Liv. per. 46. Anche augur maximus. |
| Sp. Postumius Albinus                                                  | * ca. 225             | 184                            | cos. 186                                       | † 180               |                                                     | Liv. 39, 45, 8; 40, 42, 13. Durante il suo consolato proibì i baccanali. |
| Publius Cornelius Scipio                                               | * 215/210             | 180                            |                                                | † dopo 170          | P. Cornelius Scipio Aemilianus                      | Liv. 40, 42, 13. figlio maggiore dell'Africano; fu più tardi padre adottivo di Publio Cornelio Scipione Emiliano. |
| Q. Aelius Paetus                                                       | * ca. 215             | 174                            | cos. 167                                       | † dopo 167          |                                                     | Liv. 41, 21, 9. Succedette al padre |
| T. Veturius Sempronianus                                               | * fine III secolo     | 174                            |                                                | † dopo 174          |                                                     | Liv. 41, 21, 9. (figlio di un Gracco) |
| T. Quinctius Flamininus                                                | * ca. 195             | 167                            | cos. 150                                       | † dopo 150          |                                                     | Liv. 45, 44, 3. |
| P. Cornelius Scipio Aemilianus                                         | * ca. 185             | ca. 165 ?                      | cos. 147 u. 134                                | † 129               |                                                     | Cic. Lael. 77. “Forse relativamente giovane, nominato nel collegio degli auguri come successore del padre adottivo (Publio Cornelio Scipione) .“ (J. Rüpke) Modificazione della formula della preghiera al termine del Census nell'anno 142 (Val. Max. 4, 1, 10).                                                                          |
| Ser. Sulpicius Galba                                                   | * ca. 190             | prima 151/50                   | cos. 144                                       | † ca. 135           |                                                     | Cic. rep. 3, 42. |
| C. Laelius (Sapiens)                                                   | * ca. 190             | ca. 150 ?                      | cos. 140                                       | † dopo 129          |                                                     | Cic. Lael. 77; nat. 3, 5 ; Brut. 101 etc. |
| Ti. Sempronius Gracchus                                                | * 162                 | prima ca. 143                  |                                                | † 133               | C. Fannius                                          | Plut. Tib. Gracch. 4, 1. Ap. Claudius Pulcher gli avrebbe offerto la figlia in sposa in una cena per festeggiare l'augure. |
| Ap. Claudius Pulcher                                                   | * ca. 188             | prima 143                      | cos 143                                        | † 131/130           |                                                     | Plut. Tib.Gracch. 4, 1. |
| M. Aemilius Lepidus Porcina                                            | * ca. 180             | chiaramente pre 137            | cos. 137                                       | † 123               |                                                     | Vell. 2, 10, 1. „Noto come augure solo per un incidente nel 125.“ (J. Rüpke) |
| Q. Caecilius Metellus Macedonicus                                      | * ca. 190             | al più tardi 140               | cos. 143                                       | † 115               |                                                     | Cic. Lael. 77; fin. 5, 82, Vell. 1, 11, 7; Val. Max. 7, 1, 1. |
| D. Iunius Brutus Callaicus                                             | * poco prima 180      | prima 138                      | cos. 138                                       | † dopo 129          |                                                     | Cic. Lael. 7. „menzionato come augure per il 129.“ |
| Q. Mucius Scaevola                                                     | * ca. 170             | prima 133 ?                    | cos. 117                                       | † 87                |                                                     | Cic. Lael. 8; Brut. 101 etc. |
| C. Fannius                                                             | * ca. 168             | ca. 133                        | cos. 122                                       | † dopo 122          |                                                     | Cic. Brut. 101; Lael. 7. „Come secondo genere dell'augure C. Laelius C. f. C. n., dopo il suo primo genero, Q. Mucius Scaevola (1), presumibilmente come diretto successore di Tib. Gracchus“ (J. Rüpke) |
| C. Servilius Vatia                                                     | * ca. 155             | dopo 127                       |                                                | † ca. 98            |                                                     | Plut. Lucull. 1, 1 |
| M. Aemilius Scaurus                                                    | * ca. 163             | 123                            | cos. 115                                       | † 88                | L. Cornelius Scipio Asiaticus                       | Cic. Brut. 112; CIL VI, 32318 |
| C. Sulpicius Galba                                                     | * ca. 150             | 115-110                        |                                                | † dopo 109          |                                                     | Cic. Brut. 127, Ad Her. 1,20. „Per 109 attestato come sacerdote, di buon auspicio probabilmente augure;“ „Cicerone conosceva la Peroratio di Galba (pubblicata) del processo, in cui fu condannato per frode nella guerra giugurtina - da cui si ricava che fosse il primo sacerdos publicus.“ (J. Rüpke)                                  |
| ? Q. Caecilius Metellus Numidicus                                      | * poco dopo 150       | ca. 115                        | cos. 109                                       | † dopo 99           |                                                     | „Le monete del figlio e del nipote possono alludere a lui come augure (entrambi furono Pontifices). La cooptazione potrebbe essere avvenuta come successore di Metellus Macedonicus, al più tre anni dopo la pretura (consolato nel 109).“ (J. Rüpke)                                                                                      |
| L. Licinius Crassus                                                    | * 140                 | poco prima 107 ?               | cos. 95                                        | † 91                |                                                     | Cic. de or. 1,39. „nel 114/3 difese la vestale Licinia C. f. (Cic. Brut. 160).“ (J. Rüpke) |
| - (Cn. Domitius Ahenobarbus) (- solo candidato -)                      | * ca. 140             | - / - (candidato prima 104)    | cos. 96                                        | † dopo 92           | - / -                                               | „Nell'anno del suo tribunato del popolo (104) autore di una lex Domitia per la introduzione delle elezioni per tutti posti dei collegi sacerdotali, per cui fu eletto pontifex e nell'anno seguente (103) fu eletto Pontifex maximus gewählt. I tentativi precedenti di essere cooptato come augure o pontifex, erano falliti.“ (J. Rüpke) |
| M. Antonius Orator                                                     | * 143                 | ?                              | cos. 99                                        | † 87                |                                                     | Sch. Bern. Lucan 2,121, p. 57 U. |
| C. Marius                                                              | * ca. 158             | 98/97                          | cos. 107, 104-100, 86                          | † 86                |                                                     | Cic. ad Brut. 1, 5, 3. “Cooptato come augure nel 98/97 probabilmente in absentia. L'homo novus fu ammesso a un collegio sacerdotale per la prima volta dopo il sesto consolato.“ (J. Rüpke) |
| L. Marcius Philippus                                                   | * ca. 138             | al più tardi 96                | cos. 91                                        | † poco prima 76     |                                                     | Cic. Brut. 166; 173; leg. 2,31. Si opponeva alle proposte di riforma del tribuno della plebe Marcus Livius Drusus e dichiarò, come augure, infauste le sue proposte di legge. |
| L. Cornelius Scipio Asiaticus (o Asiagenes)                            | * ca. 122             | 88                             | cos. 83                                        | † dopo 82           |                                                     | CIL VI, 32318. Successore di Marco Emilio Scauro. L'ufficio probabilmente gli fu tolto da Silla nel 82. „In ogni caso gli fu impedito di svolgere l'incarico.“ (J. Rüpke) |
| L. Iulius Caesar                                                       | * ca. 110             | 88                             |                                                | † 40                | L. Sempronius Atratinus                             | Macr. Sat. 3, 13, 11; Inaugurazione del Flamine marziale L. Cornelius Lentulus nel 70; „Compilatore di letteratura sul diritto augurale.“ (J. Rüpke). CIL VI, 1976. |
| L. Cornelius Sulla Felix                                               | * 138                 | 82 ?                           | cos. 88, Dittatore 82-79                       | † 78                |                                                     | Suet. gramm. 12. „Lex Cornelia per l'ampliamento dei collegi sacerdotali e abrogazione delle elezioni popolari introdotte con la lex Domitia (81)“ (J. Rüpke) |
| C. Coelius Caldus                                                      | * ca. 140             | 81 (?)                         | cos. 94                                        | † prob. dopo 81     |                                                     | „Collega e sostenitore politico di Silla.“ (J. Rüpke) |
| C. Claudius Marcellus                                                  | ca. 125               | 81 (?)                         | 80 pretor                                      | † poco dopo 50      |                                                     | Cic. fam. 15, 8; leg. 2, 32; div. 2, 75. „Estensore (almeno) di un testo con contenuti di diritto augurale.“ (J. Rüpke) |
| M. Valerius Messalla Rufus                                             | * ca. 103             | 81 (?)                         | cos. 53                                        | † 27/26             |                                                     | Fest. 152, 36 - 154, 3 L; 476, 20-23 L; Macr. Sat. 1, 9, 14; 1, 16, 28. „Estensore di un'opera de auspiciis. [...] Macrobio cita un passo teologico su Giano.“ (J. Rüpke) |
| M. Aurelius Cotta                                                      | * ca. 120             | 81 (?)                         | cos. 74                                        | † dopo 67           |                                                     | „L'augurato, non testimoniato, risulta necessariamente dalla cooptazione del secondo fratello come quindecimvir“ (J. Rüpke) |
| L. Licinius Lucullus                                                   | * 117                 | 81 od. 80                      | cos. 74                                        | † 56                |                                                     | La fama culinaria di Lucullo, in primo luogo come amante della carne, non può essere vista senza riferimento alla sua immagine di augure da riorganizzare. L'Ortensio di Cicerone si svolge nella Villa tuscolana di Lucullo.“ (J. Rüpke)                                                                                                  |
| Q. Hortensius Hortalus                                                 | * 114                 | ca. 75-70                      | cos. 69                                        | † 50                | M. Antonius                                         | Cic. Brut. 1 ; Phil. 2, 4; fam. 3, 8, 9; Varro, rust. 3, 6, 6; Plin. nat. 10, 45; Macr. Sat. 3, 13, 1. Nominò e inaugurò nel 53 a.C. Cicerone. |
| Cn. Pompeius Magnus                                                    | * 106                 | al più tardi 71                | cos. 70, 55 e 52                               | † 48                |                                                     | Nominò nel 53 Cicerone per cooptazione |
| Ap. Claudius Pulcher                                                   | * ca. 100             | al più tardi 63                | cos. 54                                        | † 48                |                                                     | Cic. fam. 2, 13, 2; 3, 8, 9, 3, 10, 9; 5, 10a, 2; div. 1, 105; 2,75; Varro rust. 3, 2, 2; 3, 7, 1. „Estensore di un lavoro dedicato a Cicerone sul diritto augurale con puntuali valutazioni politiche degli auspici e delle obnuntiationes e conoscitore del diritto pubblico, e delle antichità (J. Rüpke)                               |
| Q. Caecilius Metellus Celer                                            | * ca. 105             | sicuramente prima 63           |                                                | † 59 a.C.           |                                                     | Cic. Att. 2, 5, 2; 2, 9, 2; Cael. 59; Vatin. 19; Cass. Dio 37, 27, 3; |
| P. Servilius Isauricus                                                 | * ca. 98              | ca. 61 ?                       | cos. 48 e 41                                   | † dopo 41 a.C.      |                                                     | Cic. fam. 13, 68-72; Fest. 476, 26-29 L. |
| Fausto Cornelio Silla                                                  | * ante 86             | al più tardi 57                |                                                | † 46                |                                                     | |
| P. Cornelius Lentulus Spinther                                         | * ca. 73              | 57                             |                                                | † 42                |                                                     | Cic. Sest. 144; fam. 7, 26, 2. |
| L. Marcius Philippus                                                   | * ca. 85              | 56 ?                           |                                                | † dopo 33           |                                                     | |
| Q. Cassius Longinus                                                    | * ca. 85              | ca. 55                         |                                                | † 47 a.C.           |                                                     | Cic. Att. 9, 9, 3 |
| P. Licinius Crassus                                                    | * 83/82               | 55                             |                                                | † 53                | Cicerone                                            | Plut. Cic. 36, 1 |
| Ser. Sulpicius Galba                                                   | * ca. 95              | ca. 55                         |                                                | † 43 a.C.           |                                                     | Cic. Att. 9, 9, 3 |
| M. Tullius Cicero                                                      | * 106                 | 53                             | cos. 63                                        | † 43                | Octaviano/ Augusto ?                                | Cic. fam. 2, 15, 1; 6, 6, 7 ; 7, 26, 2 ; 8, 3, 1; 10, 12; 12, 17f.; 12, 22, 1; 12, 25a, 1 ; 13, 68, 2; 13, 69-71; 15, 4, 13; Phil. 2, 4; 13,12 ; leg. 2,31; Brut. 1; Plut. Cic. 36, 1. Nominato da Pompeo e Ortensio. |
| (C. Lucilius Hirrus) (solo candidato)                                  | * ca. 85              | (candidatura 53-51)            | 53 tribuno della plebe                         | † 43                | - / -                                               | Cic. fam. 8, 3, 1. |
| Q. Mucius Scaevola                                                     | * 100-75              | ca. 50                         |                                                | † dopo 46 a.C.      |                                                     | Cic. Att. 9, 9, 3. |
| M. Antonius                                                            | * 83                  | fine 50                        | cos. 44 e 34                                   | † 30                |                                                     | Cic. Phil. 2, 110; |
| (L. Domitius Ahenobarbus) (solo candidato)                             | * ca. 100             | - / - (50 candidatura)         | cos. 54                                        | † 48                | - / -                                               | Cic. fam. 8, 14, 1. |
| P. Vatinius                                                            | * ca. 95              | 47                             | cos. 47                                        | † poco dopo 42 a.C. |                                                     | Cic. Att. 2, 5, 2; 2, 7, 3; 2, 9, 2, . fam. 5, 10a, 2, Vatin. 19f.; Vatin. passim; |
| C. Iulius Caesar                                                       | * 100                 | 47/46                          | cos. 49, 48                                    | † 44                |                                                     | Cic. fam. 13, 68, 2; Cass. Dio 42, 51, 3f. |
| Q. Cornificius                                                         | * ca. 90              | 47 od. 46                      | 45 pretore                                     | † 42                |                                                     | Cic. fam. 12, 17f.; 12, 20, 1; App. civ. 4, 56; Hieron. chron. a. Abr. 1976; CIL VI, 1300a |
| Aulus Hirtius                                                          | * ca. 85              | 46                             | 46 pontifex; cos. 43                           | † 43                |                                                     | Cic. Phil. 7, 12, fam. 12, 25a, 1. |
| C. Vibius Pansa Caetronianus                                           | * ca. 85 ?            | ca. 45                         | cos. 43                                        | † 43 a.C.           |                                                     | Cic. fam. 12, 25a, 1; ad Brut. 15, 1. |
| Ottaviano (Augustus)                                                   | * 63 v. Chr           | 43 a.C.                        | 27 Augustus                                    | † 14 d.C.           |                                                     | RRC 490/2 |
| M. Appuleius                                                           | * ca. 75              | - / -                          |                                                | † dopo 43           | - / -                                               | |
| Lucius Sempronius Atratinus                                            | *73 v. Chr            | 40 a.C.                        | cos. suff. 34                                  | † 7 d.C.            | P. Petronius                                        | Hier. chron. a. Abr. 1996; CIL VI, 1976 |
| Sex. Pompeius Magnus Pius                                              | * ca. 68              | 39                             |                                                | † 35 a.C.           |                                                     | App. civ. 5, 72; 5, 598-600; Cass. Dio 48, 36, 4; 48, 54, 6; 49, 18, 5; Zonara 10, 24; ILS 8891; |
| Uttiedius Afer                                                         | * 75-50               | 39 ?                           | cos. design.                                   | † ca. 35            |                                                     | CIL XIV, 3615. |
| M. Iunius Silanus                                                      | * ca. 68              | wohl 39                        | cos. 25                                        | † dopo 17 a.C.      |                                                     | RRC 542/1. |
| C. Fonteius Capito                                                     | * ca. 80              | 39 od. 38                      | cos suff. 33                                   | † dopo 33 a.C.      |                                                     | |
| M. Valerius Messalla Corvinus                                          | * 64 a.C.             | 13. Nov. 36 a.C.               | cos. suff. 31                                  | † 8 d.C.            | M. Aurelius Cotta Maximus (Messalinus)(?)           | Cass. Dio 49, 16, 1; AA 1,11. supernumerarius. |
| Paullus Aemilius Lepidus                                               | * ca. 75              | ca. 35                         | cos. suff. 34                                  | † ca. 13 a.C.       |                                                     | IG 3, 573 |
| Sex. Appuleius                                                         | * ca. 75              | ca. 35                         | cos. 29                                        | † dopo 8 a.C.       |                                                     | CIL IX, 2637 |
| M. Licinius Crassus ?                                                  | * ca. 68              | ca. 31?                        | cos. 30                                        | † dopo 27 a.C.      |                                                     | AE 1948, 90 (epigrafe urbana che potrebbe anche indicare il figlio di Frugi) |
| Marcus Tullius Cicero il Giovane                                       | * ca. 65 a.C.         |                                |                                                |                     |                                                     | |
| Impero                                                                 |                       |                                |                                                |                     |                                                     | |
| T. Statilius Taurus                                                    | * ca. 80              | ca. 35-27                      | cos. suff 37; cos. II 26                       | † dopo 10 a.C.      |                                                     | Vell. 2,127, CIL X, 409 |
| A. Terentius Varro Murena                                              | * ca. 60              | ca. 30                         | cos. 23                                        | † 23 a.C.           |                                                     | Hor. carm. 3, 19, 9-11. |
| L. Iunius Silanus                                                      | * ca. 65              | tra 35 e 25                    | pretore ca. 24                                 | † dopo ca. 12 a.C.  |                                                     | CIL IX, 332 |
| P. Claudius Pulcher                                                    | * ca. 58              | non prima del 29               | pretore                                        | † dopo 31 a.C.      |                                                     | CIL VI, 1282 (su un vaso egizio di alabastro trovato a Roma) |
| Cn. Cornelius Lentulus Augur                                           | * ca. 58 a.C.         | sicuramente prima 14 a.C.      | cos. 14 a.C.; procos. Asiae 2/1 a.C.           | † 25 d.C.           |                                                     | August. gest. 16; Sen. benef. 2, 27, 1, Tac. ann. 3,59; Suet. Tib. 49, 1; Tert. pall. 4, 8; CIG 2, 2943; CIL VI, 32277; CIL IX, 3099; |
| M. Licinius Crassus Frugi                                              | * ca. 48              | al più tardi 8 a.C.            | cos. 14 a.C.                                   | † dopo 8 a.C.       |                                                     | AE 1951, 205 |
| Iullo Antonio                                                          | * ca. 48              | vor 13 a.C.                    | cos. 10 a.C.; procos. Asiae 7/6 a.C.           | † 2 a.C.            |                                                     | Vell. 2, 100, 4. Favorito di Augusto e marito di sua nipote Marcella |
| C. Marcius Censorinus                                                  | * ca. 50              | al più tardi 12/11             | cos. 8 a.C.; procos. Asiae ca. 2/3 d.C.        | † ca. 3 d.C.        |                                                     | CIL VI, 36789; CIL X, 5396 |
| ? C. Iulius Caesar Augusti f.                                          | * 20 a.C.             | - / -                          | ca. 5 a.C. Pontifex                            | † 4 d.C.            |                                                     | |
| L. Calpurnius Piso „Augur“                                             | * ca. 35 a.C.         | vor 1 a.C.                     | cos. 1 a.C.; procos. Asiae da ca. 6 d.C.       | † 24 d.C.           |                                                     | CIL V, 3257; ILS 8814; AE 1949, 199 (in tutte le occasioni sempre con l'epiteto di Augur) |
| Gnaeus Pompeius                                                        | * ca. 40 a.C. ?       |                                |                                                |                     |                                                     | Figlio di Gneo Pompeo, console del 31 a.C. |
| L. Volusius Saturninus                                                 | * ca. 30 a.C. ?       | prima 20 d.C.                  | cos. suff. 3 d.C.; procos. Asiae ca. 8-12 d.C. | † 56                | T. Clodius Eprius Marcellus?                        | AE 1983, 399. Eresse assieme all'omonimo padre (cos. 12 a.C.) tra il 14 e il 20 d.C. un tempio per il Divo Augusto. |
| Tiberio                                                                | * 42 a.C.             | ca. 4 d.C.                     | 14 imperatore romano                           | † 37                |                                                     | „Probabilmente in seguito alla sua adozione da parte di Augusto“ (J. Rüpke) |
| P. Petronius                                                           | * ca. 24 a.C.         | 7 d.C.                         | cos. suff. 19; procos. Asiae ca. 29-35         | † ca. 46            | Sisenna Statilius Taurus o T. Flavius Vespasianus ? | CIL VI, 1976. Successore di L. Sempronius Atratinus |
| Claudio                                                                | * 10 a.C.             | 9 d.C.                         | 41 imperatore romano                           | † 54                |                                                     | |
| Drusus Iulius Caesar                                                   | * 15 a.C.             | prima 11 d.C.                  | cos. 15 e 21                                   | † 23 d.C.           |                                                     | |
| M'. Aemilius Lepidus                                                   | * ca. 33 a.C.?        | prima 11 d.C.                  | cos. 11 d.C.                                   | † 33 d.C.           |                                                     | CIL III, 398 „Ha ottenuto probabilmente il suo Augurato, documentato solamente fra l'anno 26 e il 28, [...] già molto prima del suo consolato“ (J. Rüpke) |
| M. Aurelius Cotta Maximus (Messalinus)(?)                              | * ca. 14 a.C.?        | 13 d.C. (o prima)              | cos. 30 d.C.                                   | † dopo 32           |                                                     | „forse come successore diretto del padre Corvinus Augur“ (J. Rüpke) |
| M. Plautius Silvanus                                                   | *                     | prima dell'agosto dell'anno 14 | 24 praetor                                     | † 24 d.C.           | P. Plautius ?                                       | Svetonio Claudius 4, 3 |
| C. Antistius Vetus                                                     | * ca. 20 a.C.?        | ca. 21                         | cos. 23                                        | † dopo 30 d.C.      |                                                     | |
| L. Nonius Asprenas                                                     | *                     | ca. 21?                        | cos. suff. 29                                  | † dopo 29 d.C.      |                                                     | |
| P. Plautius Pulcher                                                    | *                     | 24                             | 36 praetor                                     | † ca. 53 d.C.       |                                                     | „probabilmente come successore del fratello più anziano Marco“ (J. Rüpke) |
| Caligola                                                               | * 12                  | 37 (?)                         | 37 imperatore romano                           | † 41                |                                                     | |
| Sisenna Statilius Taurus                                               | * ca. 15?             | 46 (?)                         | 38 salius                                      | †                   |                                                     | CIL VI, 6570 |
| T. Flavius Vespasianus                                                 | * 9                   | 46 (?)                         | 69 imperatore romano                           | † 79                |                                                     | Come omaggio, per completare la cerimonia degli ornamenta triumphalia dell'anno 44, per i successi in Britannia, Vespasiano ottenne in poco tempo due sacerdozi, tra cui probabilmente l'augurato (J. Rüpke) |
| L. Antistius Vetus                                                     | * ca. 11 ?            | 46 (?, pre 55)                 | cos. 55; procos. Asiae 64/65                   | † 65                |                                                     | CIL XIV, 2849 |
| Q. Veranius                                                            | * ca. 5 ?             | 49                             | cos. 49                                        | † ca. 58            |                                                     | CIL VI, 31723; CIL VI, 41075; „La nominatio fu fatta dal collega con più anzianità di servizio , L. Volusius [...] Saturninus [...], “ (J. Rüpke) |
| L. Nonius Quintilianus                                                 | *                     | ca. 51                         | 49 Salius Palatinus                            | †                   |                                                     | CIL IX, 4855 |
| L. Arruntius Furius Scribonianus                                       | *                     | ca. 51/52                      | praef. urbi feriarum Latinarum                 | † 52/53 d.C.        |                                                     | CIL III, 7043 |
| Nerone                                                                 | * 37                  | 51                             | 54 imperatore romano                           | † 68                |                                                     | „Dopo l'investiture della toga libera fu nominato con delibera del Senato nell'anno 51 supra numerum (soprannumerario), e in omnia collegia [...] Le cooptazioni precedenti valsero a partire dall'anno 50 come adottate da Claudio“ (J. Rüpke)                                                                                            |
| T. Clodius Eprius Marcellus                                            |                       | ca. 56                         | cos. suff. 62                                  | † 79                |                                                     | |
| L. Durius Avitus                                                       |                       |                                |                                                |                     |                                                     | |
| M. Annaeus Lucanus                                                     | * 39                  | 63 ?                           |                                                | † 65                |                                                     | |
| M. Cocceius Nerva                                                      | * 30                  | ca. 66?                        | 96 imperatore romano                           | † 98                |                                                     | |
| M. Aquilius Regulus                                                    |                       | ca. 66?                        |                                                | † ca. 106           |                                                     | |
| Ser. Sulpicius Galba                                                   | * 3 a.C.              | 68 ?                           | 68 imperatore romano                           | † 69 d.C.           |                                                     | |
| M. Salvius Otho                                                        | * 32                  | 69                             | 69 imperatore romano                           | † 69                |                                                     | |
| Titus Caesar Vespasian                                                 | * 39                  | 71                             | 79 imperatore romano                           | † 81                |                                                     | |
| Q. Volusius Saturninus                                                 | * ca. 48?             | 72 ?                           | cos. 92                                        |                     |                                                     | |
| Domiziano                                                              | * 51                  | 73                             | 81 imperatore romano                           | † 96                |                                                     | |
| Sex. Iulius Frontinus                                                  | * ca. 40              | 76 ?                           | cos. suff. 73                                  | † 103               | C. Plinius Caecilius Secundus                       | |
| Lucius Nonius Calpurnius Torquatus Asprenas                            |                       | 91? al più tardi 98ff.         | cos. suff. 94; cos. ord. 128                   |                     |                                                     | |
| Traianus                                                               | * 53                  | 98 ?                           | 98 imperatore romano                           | † 117               |                                                     | |
| II secolo                                                              |                       |                                |                                                |                     |                                                     | |
| C. Plinius Caecilius Secundus                                          | * 61/62               | 103                            | cos. suff. 100                                 | † ca 113/115        |                                                     | Successore di Frontinus; v. Plin. ep. 4, 8. |
| Cn. Pinarius Cornelius Severus                                         |                       | ca. 111                        | cos. suff. 112                                 |                     |                                                     | |
| A. Platorius Nepos Aponius Italicus Manilianus C. Licinius Pollio      |                       | ca. 116                        |                                                |                     |                                                     | |
| Hadrianus                                                              | * 76                  | 117                            | 117 imperatore romano                          | † 138               |                                                     | |
| C. Quinctius Certus Poblicius Marcellus                                |                       | ca. 121                        |                                                |                     |                                                     | |
| L. Minicius Natalis Quadronius Verus                                   |                       | ca. 122 (al più tardi 124)     |                                                |                     |                                                     | |
| P. Tullius Varro                                                       |                       | ca. 126                        |                                                |                     |                                                     | |
| L. Venuleius Apronianus Octavius Priscus                               |                       | ca. 136 (al più tardi 137)     |                                                |                     |                                                     | |
| L. Pomponius Bassus Cascus Scribonianus                                |                       | ca. 136 (al più tardi 137)     |                                                |                     |                                                     | |
| P. Mummius Sisenna Rutilianus                                          |                       | ca. 136                        |                                                |                     |                                                     | |
| Antoninus Pius                                                         | * 86                  | 138?                           | 138 imperatore romano                          | † 161               |                                                     | |
| Aurelius Caesar Aug. Pii f.                                            |                       | 139                            |                                                |                     |                                                     | |
| T. Prifernius Paetus Rosianus Nonius Agricola C. Labeo Tettius Geminus |                       | ca. 146                        |                                                |                     |                                                     | |
| L. Dasumius Tullius Tuscus                                             |                       | ca. 146                        |                                                |                     |                                                     | |
| L. Volusius L. f. Torquatus                                            |                       | (I metà del II sec.)           |                                                |                     |                                                     | |
| T. Statilius Maximus Severus L. Iuventius Munitus                      |                       | (II secolo)                    |                                                |                     |                                                     | |
| T. Flavius Claudianus                                                  |                       | (età antonina-severa, 138-235) |                                                |                     |                                                     | |
| M. Metilius Aquillius Regulus                                          |                       |                                | cos. 157                                       |                     |                                                     | |
| L. Venuleius Apronianus                                                |                       |                                | cos. 168                                       |                     |                                                     | |
| M. Peducaeus Plautius Quintillus                                       |                       |                                | cos. 177                                       | † dopo 197          |                                                     | |
| ? Quadratus Maesianus Celsus                                           | II secolo ?           |                                |                                                |                     |                                                     | Gli incarichi di Priore citati in CIL 10, 4749 sono molto probabilmente solamente pontefici e auguri municipali |
| Va*** (anonimo Rüpke Nr. 58)                                           |                       | II / III sec.                  |                                                |                     |                                                     | |
| III secolo                                                             |                       |                                |                                                |                     |                                                     | |
| C. Suetrius Sabinus                                                    |                       |                                | cos. 214                                       |                     |                                                     | |
| * P. Cornelius Anullinus                                               |                       |                                | cos. 216                                       |                     |                                                     | |
|                                                                        |                       |                                |                                                |                     |                                                     | |
| IV secolo                                                              |                       |                                |                                                |                     |                                                     | |
|                                                                        |                       |                                |                                                |                     |                                                     | |
| V secolo                                                               |                       |                                |                                                |                     |                                                     | |
|                                                                        |                       |                                |                                                |                     |                                                     | |